# Hochschule für Verkehrswesen

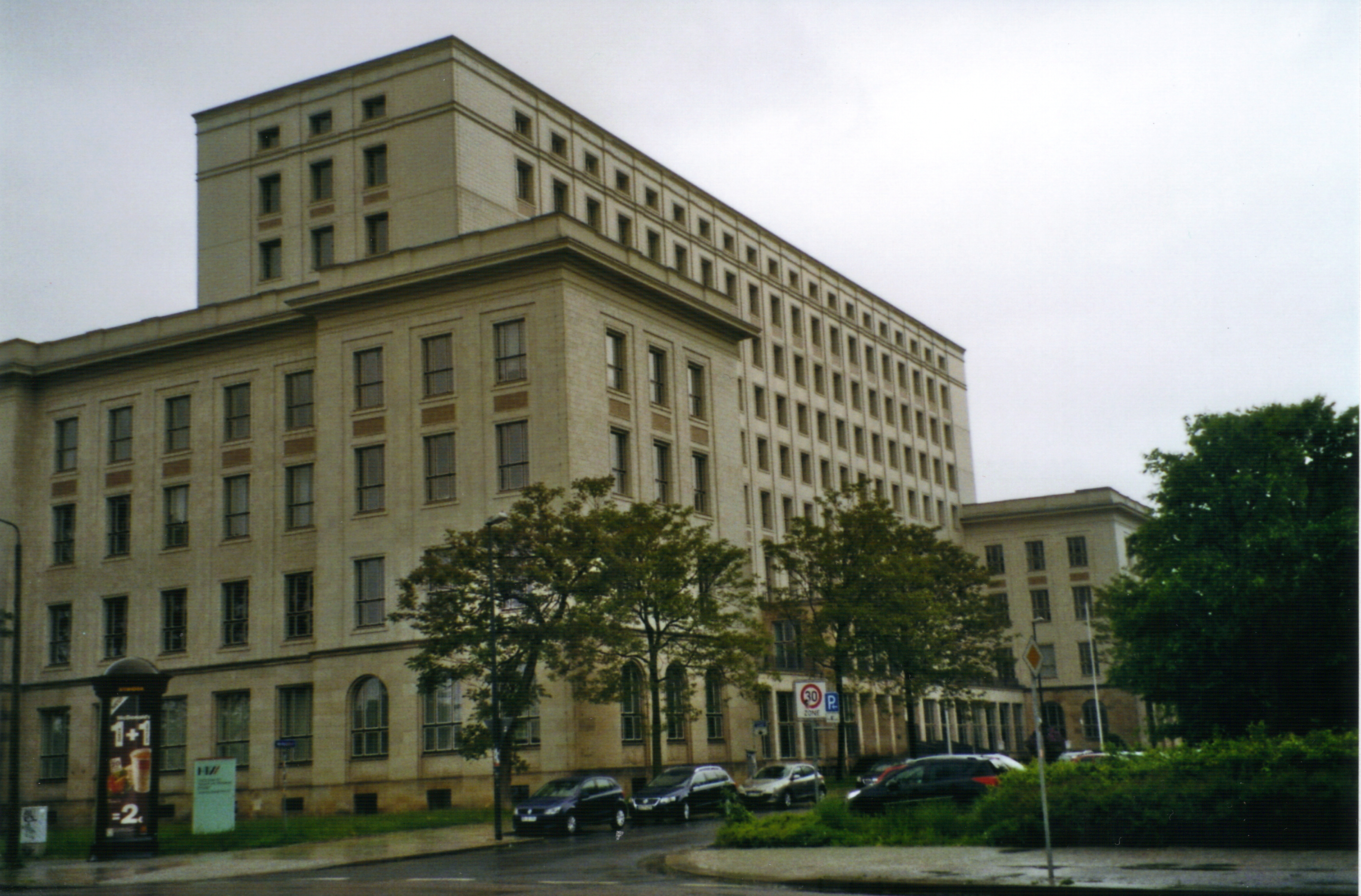
Zentralgebäude der heutigen Hochschule für Technik und Wirtschaft Dresden, ehemals Hochschule für Verkehrswesen

Zeugnismappe eines Ingenieurs der Hochschule für Verkehrswesen (DDR) – Friedrich List in Dresden

Die Hochschule für Verkehrswesen (HfV) trug den Ehrennamen Friedrich List und war eine universitäre Bildungs- und Forschungseinrichtung für alle Bereiche des Verkehrswesens in Dresden, die 1992 teilweise in die Fakultät Verkehrswissenschaften an der TU Dresden überführt wurde.
Sie umfasste die Bereiche Eisenbahnwesen, Kraftverkehr/Straßenverkehr, Städtischer Nahverkehr/ÖPNV, Luftfahrt, Post- und Fernmeldewesen/Telekommunikation, Tourismus, zeitweise auch Seeschifffahrt und Binnenschifffahrt bzw. alle Disziplinen der Verkehrswissenschaften (Ökonomie des Transport- und Nachrichtenwesens/Verkehrswirtschaft, Verkehrstechnik, Verkehrsingenieurwesen, Verkehrsbauwesen).
Die HfV war hauptsächlich auf zwei Standorte in der Dresdner Südvorstadt konzentriert, welche sich in etwa einem Kilometer Entfernung voneinander befanden: Das Gebäude an der Hettnerstraße am Fritz-Foerster-Platz ist heute der Gerhart-Potthoff-Bau der TU Dresden. In dem Gebäudekomplex am Friedrich-List-Platz in direkter Nähe zum Dresdner Hauptbahnhof ist heute die Hochschule für Technik und Wirtschaft Dresden untergebracht.

## Geschichte
Am 29. Oktober 1949 wurde an der Technischen Hochschule Dresden die Fakultät für Wirtschafts- und Verkehrswissenschaften gegründet. Anfang 1950 wurden die beiden Disziplinen getrennt und eine reine Fakultät für Verkehrswissenschaften unter dem Dekanat des damaligen Verkehrsministers Hans Reingruber mit zunächst drei Instituten bzw. Lehrstühlen gegründet.
Zum Wintersemester 1950/1951 wurde die verkehrswissenschaftliche Ausbildung für 60 Studenten des 1. bis 3. Studienjahres nach einem neuen Studienplan für Verkehrsingenieure begonnen. Der achtsemestrige Studiengang, an den sich ein Ingenieurpraktikum und eine Diplomphase anschlossen, integrierte Inhalte aus den Geistes-, Wirtschafts-, Ingenieur- und Naturwissenschaften (einschließlich Mathematik).
Zum Beginn des Frühjahrssemesters 1951/1952 wurde der Lehrstuhl Betriebstechnik der Verkehrsmittel unter Gerhart Potthoff gegründet, der maßgeblichen Einfluss auf die Entwicklung der Verkehrswissenschaften in Dresden nehmen sollte. Darüber hinaus wurden Lehrstühle für Verkehrspolitik, Verkehrswirtschaft, Verkehrsplanung und Verkehrsmaschinentechnik gegründet.

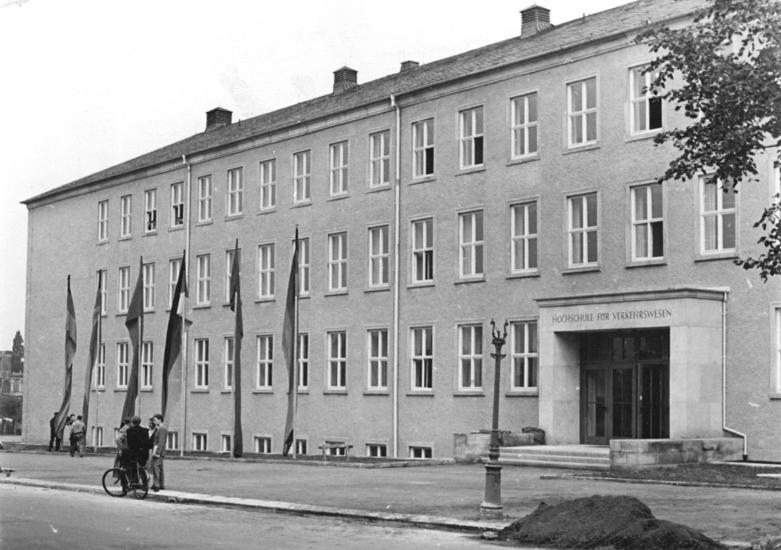
Das erste Hochschulgebäude an der Hettnerstraße (heute Gerhart-Potthof-Bau der TU Dresden) nach seiner Fertigstellung 1952.

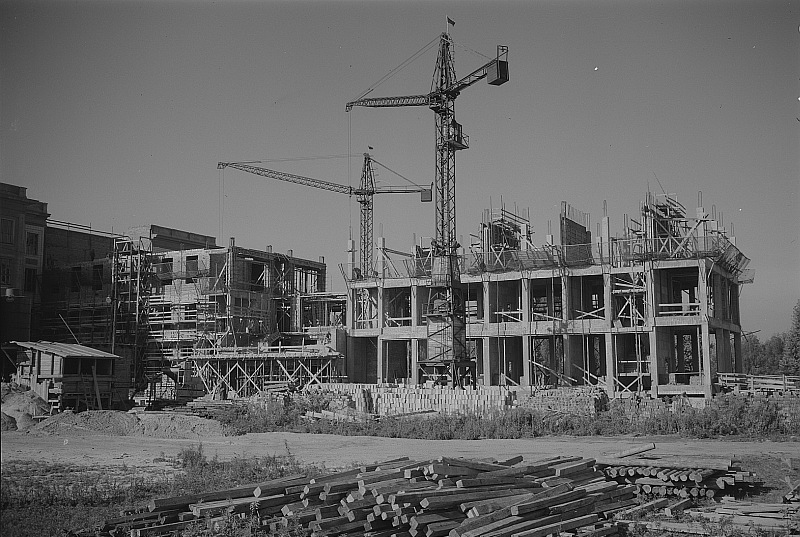
Bauarbeiten am zentralen Institutsgebäude der HfV am Hauptbahnhof (ca. 1955)

Im Zuge dieser Expansion wurden neue Räume erforderlich, für die am 20. April 1951 der Grundstein an der Hettnerstraße gelegt wurde. Im April 1952 wurde der erste Teil des Gebäudes eröffnet. Dieses als Hochschulgebäude I bezeichnete Gebäude diente zunächst rund 300 Studenten.
Die Hochschule wurde auf Beschluss des Ministerrates der DDR mit der Verordnung über die Bildung einer Hochschule für Verkehrswesen vom 6. März 1952 gegründet und im Gesetzblatt der Deutschen Demokratischen Republik vom 18. März 1952 verkündet.
Die Verordnung wurde zum 1. April 1952 wirksam. Die Hochschule war direkt dem Ministerium für Verkehr der DDR unterstellt. Sie umfasste eine Fakultät für Verkehrstechnik, an der Diplom-Ingenieure zahlreicher Fachrichtungen ausgebildet wurden, sowie eine Fakultät für Verkehrsökonomie, an der Diplomwirtschaftler für Verkehrsökonomie ausgebildet wurden.
Die Bibliothek der Hochschule für Verkehrswesen „Friedrich List“ umfasste einen Anfangsbestand von 38.000 Bänden. Er stieg bis 1958 auf 70.000 Bände an. Die Bibliothek hielt zu dieser Zeit rund 675 Zeitschriften.
Die HfV galt als die einzige Hochschulneugründung in der DDR. Besonderen Anteil an der Gründung der Hochschule hatte der damalige Verkehrsminister der DDR, Hans Reingruber. Mit Gerhart Potthoff erhielt der verkehrswissenschaftliche Standort Dresden sein typisches wissenschaftliches Profil (Dresdner Schule der Transporttechnologie), insbesondere die komplexe und interdisziplinäre wissenschaftliche Arbeit in jedem Verkehrszweig.
Zum 31. August 1952 wurde die Fakultät für Verkehrswissenschaften der TH Dresden aufgelöst. Lehrkräfte und Studenten setzten ihr Studium an der Hochschule für Verkehrswesen fort, die am 8. September 1952 eröffnet wurde. Der Lehrbetrieb wurde am 15. September 1952 aufgenommen. 288 Studierende wurden neu immatrikuliert, 57 ehemalige Studenten der TH Dresden setzten ihre Ausbildung an der HfV fort. Rund 97 Prozent der Studenten waren Mitglied in der hochschuleigenen Gruppe der Freien Deutschen Jugend. 1954 wurde der Fernstudienbetrieb aufgenommen. Mehr als die Hälfte der Studenten war Ende der 1950er Jahre in den acht hochschuleigenen Wohnheimen untergebracht.
Als Zulassungsvoraussetzungen galten neben einem erfolgreichen Abschluss einer Ober- oder Abendschule bzw. einer Arbeiter-und-Bauern-Fakultät eine „aktive gesellschaftliche Mitarbeit beim Aufbau der Deutschen Demokratischen Republik“. Alle Bewerber hatten vor Beginn des Studiums eine mindestens einjährige berufliche Tätigkeit nachzuweisen; Bewerber ohne derartigen Hintergrund wurden vorimmatrikuliert und in eine Arbeitsstelle eingewiesen. Bewerber für sämtliche Fachrichtungen des Eisenbahnwesens mussten darüber hinaus ihre körperliche Eignung durch bahnärztliche Feststellung nachweisen. Über die Aufnahme entschied eine Zulassungskommission, die unter Vorsitz des Rektors aus Vertretern der Fakultäten, von gesellschaftlichen Organisationen, des Ministeriums und der Öffentlichkeit gebildet wurde.

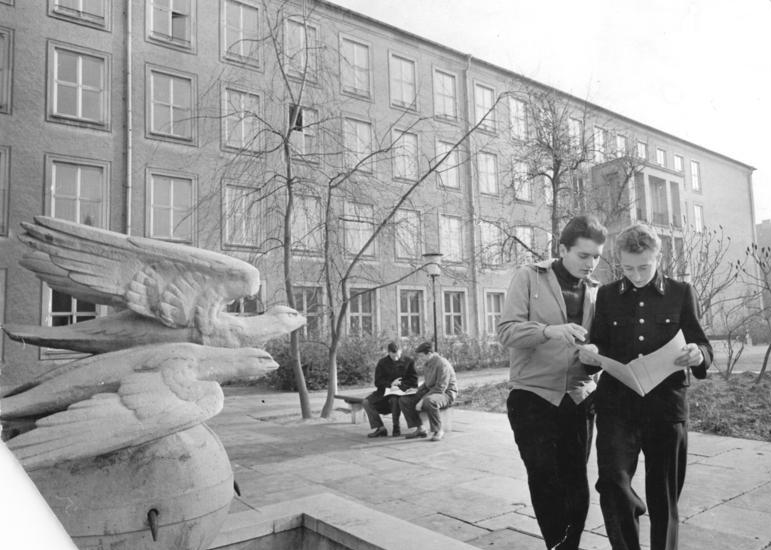
Studenten am Campus der Hochschule an der Hettnerstraße (1959)

In den 1950er Jahren entwickelten sich drei Fakultäten innerhalb der HfV:
- die Fakultät für Verkehrstechnik mit den Fachrichtungen Eisenbahnbetrieb, Eisenbahnmaschinenwesen und Eisenbahnsicherungs- und Fernmeldetechnik[1]
- die Fakultät für Verkehrsbauwesen mit den Fachrichtungen Eisenbahnbau, Straßenbau und Verkehrswasserbau[1]
- die Fakultät für Ökonomie des Transport- und Nachrichtenwesens mit den Fachrichtungen Ökonomik des Transportwesens und Ökonomik des Post- und Fernmeldewesens.[1]

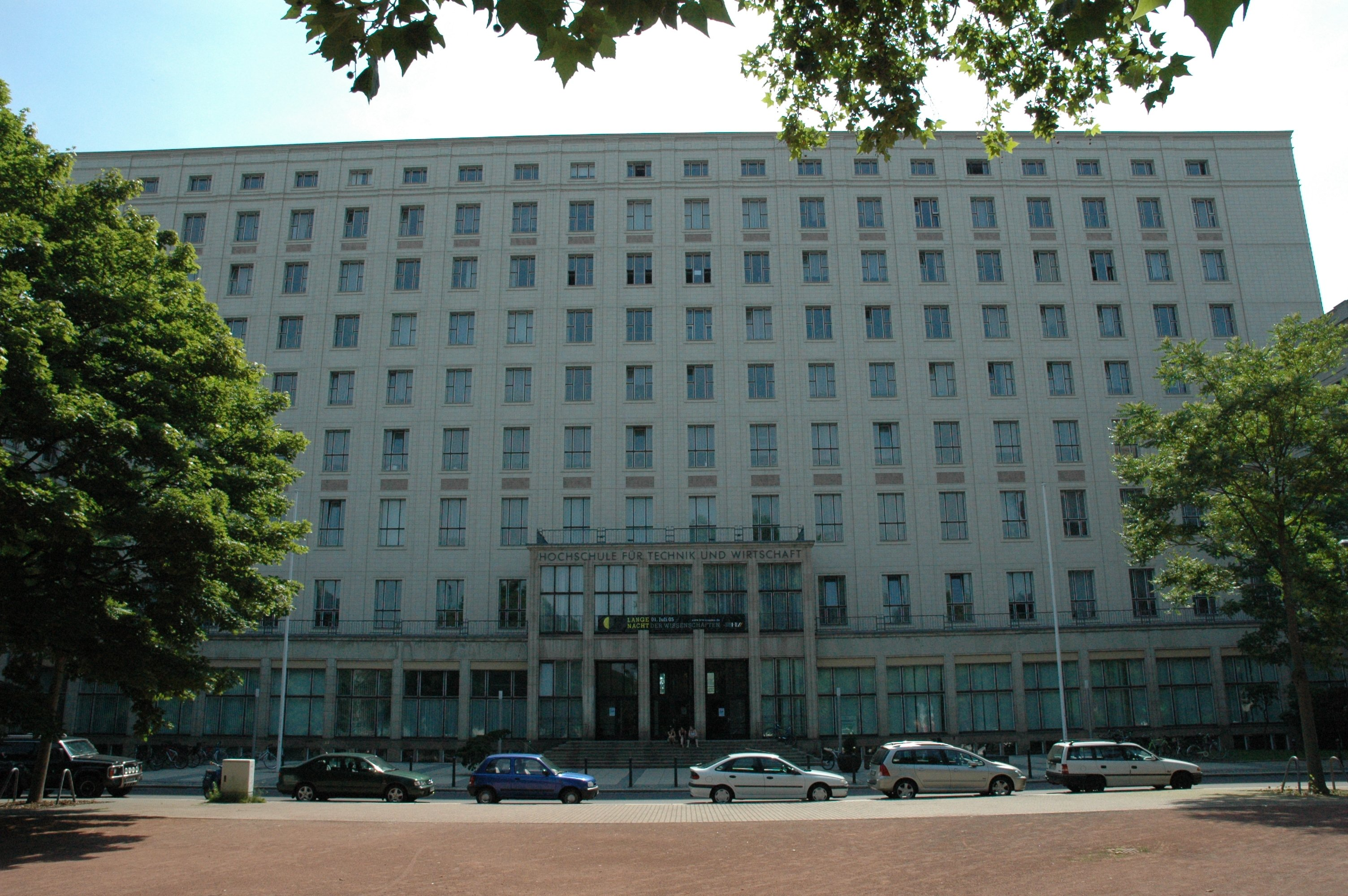
Westfassade des „Zentralen Institutsgebäudes“ mit dem Haupteingang. Heute befindet sich in den Gebäuden die HTW Dresden.

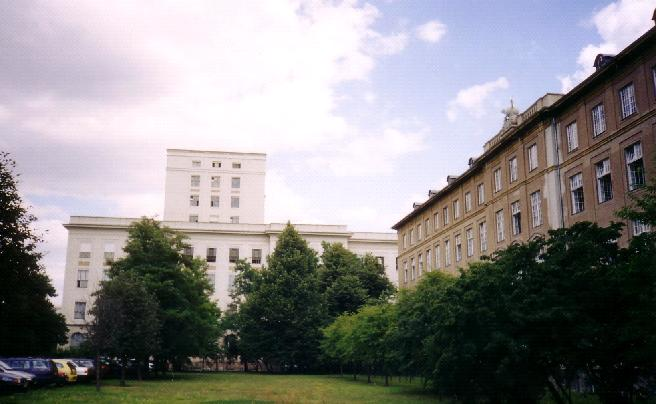
In der Bildmitte das „Zentrale Institutsgebäude“ (Südfassade) und am rechten Bildrand das „Seminargebäude“.

Nachdem die Studentenzahl bis Mitte der 1950er Jahre auf rund 2000 angestiegen war und die Hochschule im Endzustand auf rund 2500 Studenten anwachsen sollte, wurde ein neues Gelände in der Nähe des Dresdner Hauptbahnhofs als endgültiger Standort ausgewählt und mit dem Bau eines Gebäudes begonnen. Am 8. April 1954 wurde der Grundstein für diese nach Entwürfen von Richard Paulick geplanten neuen Gebäude gelegt. Weitere Gebäude waren geplant. Der Gebäudekomplex umfasste ein Seminargebäude und ein Zentrales Institutsgebäude. Am gleichen Tag wurde auch der Grundstein für die Fachschule für Eisenbahnwesen gelegt.
1959 studierten fast 2900 Studenten an der Hochschule, die über 37 Lehrstühle und 9 Dozenturen verfügte. Neben den Gebäuden an der Hettnerstraße und dem Seminargebäude am Bayerischen Platz waren einzelne Abteilungen, Institute und das Industrie-Institut in Flachbauten an der Schnorrstraße und Uhlandstraße untergebracht. Zur Hochschule gehörten auch eine Mensa, ein Eisenbahnbetriebsfeld, ein Kindergarten und ein Ferienheim. Die Hochschule bot später ihren Angehörigen wenigstens 36 Urlaubsorte an, mit denen etwa die Hälfte des Bedarfs an Urlaubsplätzen befriedigt wurde.
Mit Wirkung zum 16. Januar 1962 erhielt die Hochschule in Anerkennung ihrer Verdienste in Lehre und Forschung anlässlich ihres 10. Jahrestags den Beinamen „Friedrich List“ verliehen. Zwei Jahre darauf wurde auf ihrem Vorplatz das Friedrich-List-Denkmal aufstellt.
1963 entstand im Dachgeschoss des Gebäudes eine Modellbahnanlage für Lehrzwecke.
Gegen Ende der 1960er Jahre wurden drei Sektionen gebildet, in denen sieben Studiengänge angeboten wurden:
- Verkehrs- und Betriebswirtschaft mit dem Studiengang Betriebswirtschaft / Ingenieurökonomie[1]
- Fahrzeugtechnik mit den Studiengängen Maschineningenieurwesen und Elektroingenieurwesen[1]
- Technische Verkehrskybernetik mit den Studiengängen Verkehrsingenieurwesen und Elektroingenieurwesen[1] sowie
- Verkehrsbauwesen mit einem gleichnamigen Studiengang.[1]

Am 1. September 1971 wurde die Sektion Militärisches Transport- und Nachrichtenwesen gegründet. Sie wurde am 11. April 1972 in eine Fakultät umgewandelt. Beide standen unter militärischer Leitung. In den ersten 15 Jahren brachte sie mehr als 1000 Absolventen auf dem Gebiet des Militärtransportwesens und des militärischen Nachrichtenwesens hervor.
Zum 25-jährigen Jubiläum der Hochschule, 1977, studierten mehr als 3200 Personen an der HfV, darunter rund 2500 Direktstudenten, rund 500 Fernstudenten sowie 130 ausländische Studenten aus 15 Ländern. Die Hochschule umfasste zu diesem Zeitpunkt 5 Grundstudienrichtungen (Wirtschaftswissenschaften, Maschineningenieurwesen, Elektroingenieurwesen, Verkehrsingenieurwesen, Bauingenieurwesen), 12 Fachrichtungen und ein Industrie-Institut. 113 Professoren und Hochschuldozenten und fast 500 Lektoren unterrichteten an der Hochschule. Der Hochschule angegliedert war eine Bibliothek mit 280.000 Bänden und Studentenwohnheime mit mehr als 2000 Betten. Zwischen 1952 und 1977 schlossen rund 13.200 Studenten mit dem Diplom ab. 810 hatten in einem Wissenschaftszweig promoviert (Dr. oec., Dr.-Ing.), 53 qualifizierten zum Doktor der Wissenschaften (Dr. sc. oec., Dr. sc. techn.).
Zum 175. Geburtstag von Friedrich List stiftete der Senat am 6. August 1964 den „Friedrich-List-Preis für herausragende wissenschaftliche Leistungen und hohe gesellschaftliche Aktivitäten der Studenten“. Im September 1978 verlieh die Hochschule erstmals den Friedrich-List-Preis für hervorragende Leistungen in Lehre und Forschung.

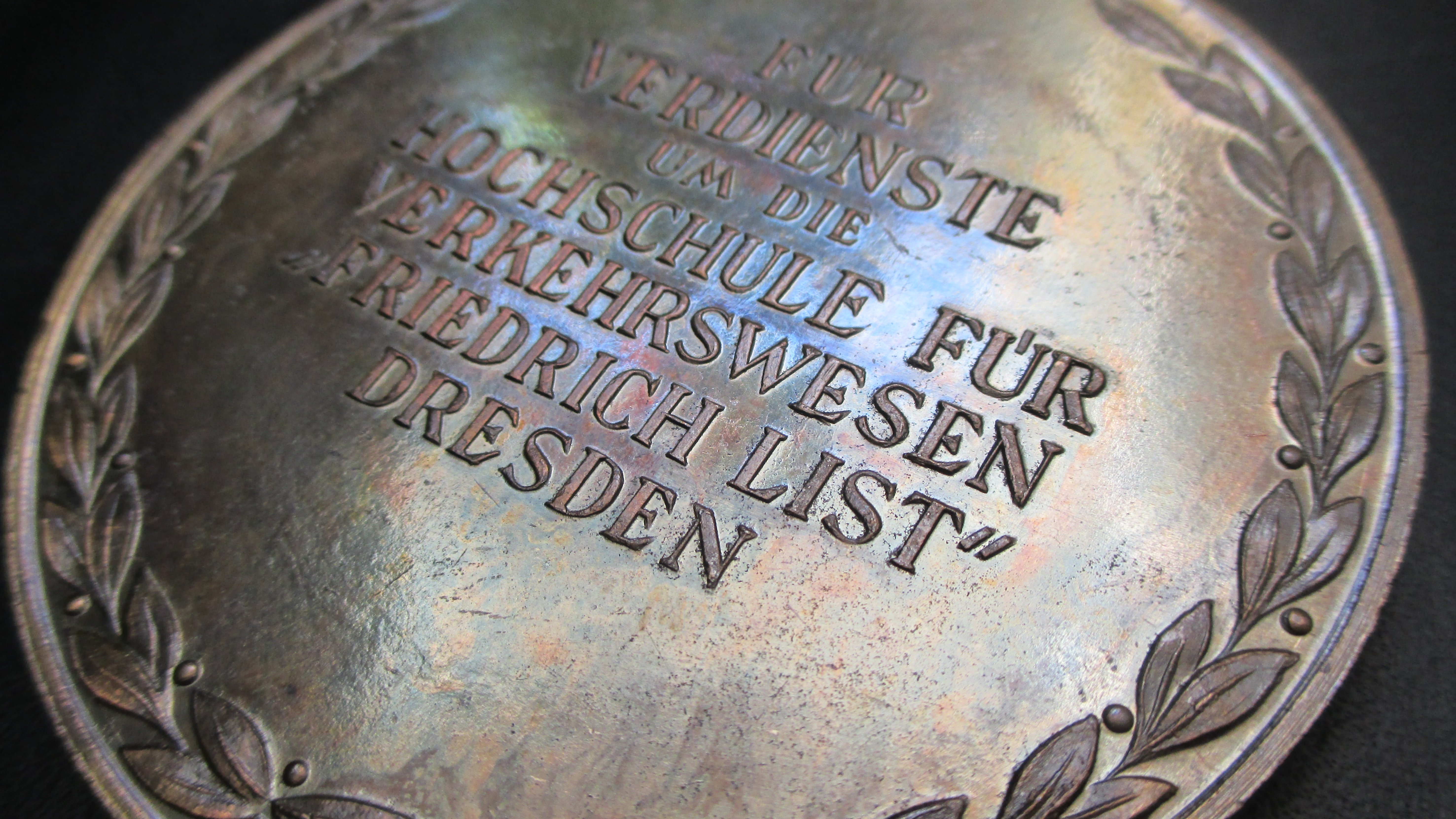
Friedrich-List Preis für Verdienste um die Hochschule für Verkehrswesen

1983 wurden für Praxiskader erstmals Vorkurse zum Erwerb der Hochschulreife angeboten. Bis 1983 schlossen rund 350 ausländische Studierende mit dem Diplom und 60 ausländische Doktoranden aus über 30 Ländern ihr Studium ab. Zu diesem Zeitpunkt besuchten rund 200 ausländische Studierende und Aspiranten die Hochschule.
Bis September 1986 erhielten 4000 Fernstudenten ein Diplom.
Per Beschluss des Ministerrats der DDR vom 12. Dezember 1986 wurde die Ingenieurschule für Verkehrstechnik zum 1. September 1988 in die HfV integriert.
Die HfV unterstand bis 1990 dem Ministerium für Verkehrswesen (MfV) der DDR und war unter anderem Ausbildungsstätte für die Deutsche Reichsbahn (DR) und die Deutsche Post (DP).
Beginnend Ende der 1970er Jahre studierten an der HfV viele der in der Gegenwart an der Fakultät Verkehrswissenschaften aktiven Professoren, so z. B. Jochen Trinckauf (1975 bis 1979), Arnd Stephan (1985 bis 1990), Christian Lippold (1986 bis 1991).
Im Zuge der deutschen Wiedervereinigung 1990 wurde die Hochschullandschaft in Ostdeutschland an das Bildungssystem der Bundesrepublik angepasst. Damit ging die HfV in den Zuständigkeitsbereich des Freistaates Sachsen über. Die tiefgreifenden Strukturänderungen der frühen 1990er Jahre entfachten umfangreiche Diskussionen über den Fortbestand der HfV.
Im Oktober 1990 kehrte die Hochschule zu der bis 1967 vorhandenen Untergliederung in sechs Fakultäten zurück. 1991 studierten rund 4.000 Fern- und Direktstudenten an der Hochschule, darunter 300 ausländische Studenten aus 24 Ländern. Dabei wurden fünf Diplomstudiengänge (Betriebswirtschaftslehre, Verkehrsingenieurwesen, Maschinenbau, Bauingenieurwesen und Elektrotechnik) angeboten; in Vorbereitung waren Diplomstudiengänge zur Wirtschaftsinformatik, Volkswirtschaftslehre, zum Wirtschaftsingenieurwesen, zur Sicherheitstechnik und Physik. Darüber hinaus waren Parallelstudiengänge in Vorbereitung.
Die Hochschule verfügte zuletzt über Lehrgebäude mit 3.970 Hörsaal- und Seminarplätzen, eine Mensa sowie Studentenwohnheime mit 2.450 Plätzen. Die Hochschulbibliothek verfügte über 375.000 Bände und 1.400 Fachzeitschriften. Insgesamt brachte sie rund 22.000 Diplom-Absolventen, knapp 1.700 Promovenden und rund 225 Habilitationen hervor. Zum Wintersemester 1990/91 wurde mit rund 1.100 Studienanfängern ein neuer Rekord in der Geschichte der Hochschule aufgestellt. Im 2. Halbjahr 1990 erwirtschaftete sie ein Drittel ihrer Kosten über Forschungsaufträge. Ein Freundes- und Förderkreis setzte sich für ihren Erhalt ein. Mit rund 4.000 Studenten war sie die viertgrößte Hochschule in Sachsen.
Für die Zukunft der Hochschule wurden im Herbst 1991 drei verschiedene Szenarien erwogen:
- Die Überführung der Hochschule in eine Friedrich-List-Fakultät für Verkehrswissenschaften an der TU Dresden (einschließlich Ausgliederung einiger Teilbereiche an eine neu zu gründende Fachhochschule Dresden) mit fünf Fachbereichen[18]
- Die Gründung einer eigenständigen Verkehrsuniversität „Friedrich List“ Dresden, die ein unkonventionelles Finanzierungsmodell (mit Unterstützung des Bundes und der Europäischen Gemeinschaft) erfordert hätte[18]
- Die Gründung einer Friedrich-List-Hochschule Dresden, gegliedert nach dem kooperativen Hochschulmodell des Freistaates Bayern. Dabei sollten neben einem universitären Ausbildungsprogramm, das durch Fakultäten abgedeckt werden sollte, auch mehrere (nicht den Verkehrsbereich betreffende) Fachhochschulstudiengänge erweitert werden.[18]

Der Wissenschaftsrat empfahl aufgrund von Überkapazitäten (insbesondere in den Ingenieurwissenschaften an sächsischen Hochschulen), die HfV an die TU Dresden zu überführen, um die technischen Disziplinen der Universität zu stärken.
Die Hochschule wurde durch die Paragraphen 8 und 9 des Gesetzes zur Struktur des Hochschulwesens und der Hochschulen im Freistaat Sachsen (Sächsisches Hochschulstrukturgesetz) vom 10. April 1992 mit Wirkung zum 30. September 1992 aufgelöst. Mit der Durchführung dieser Auflösung wurden die TU Dresden und die sich damals in Gründung befindliche neue Hochschule für Technik und Wirtschaft (HTW) beauftragt. Personal und Material gingen auf die Hochschule für Technik und Wirtschaft sowie auf die neue Fakultät Verkehrswissenschaften der TU Dresden über. Allen an der HfV immatrikulierten Studenten wurde das Recht eingeräumt, ihr Studium nach den bisher geltenden Regelungen zu beenden. Für die Studien- und Prüfungsordnungen dieser Studenten galt rechtlich die HfV bis zum Ende ihrer Regelstudienzeit als fortbestehend. Zuletzt verfügte die Hochschule über mehr als 1000 Mitarbeiter.
Auf Initiative des TU-Rektors Günther Landgraf wurde der verkehrswissenschaftliche und universitäre Teil der Hochschule erhalten und vom Gründungsdekan Günter H. Hertel als Fakultät Verkehrswissenschaften „Friedrich List“ in die TU Dresden integriert. Die verbleibenden Einrichtungen und Strukturen (unter anderem das Hauptgebäude der HfV in unmittelbarer Nähe des Dresdner Hauptbahnhofs) waren der Kern für eine im Jahre 1992 neu gegründete Fachhochschule, die Hochschule für Technik und Wirtschaft Dresden.
Während einzelne Teile wie die Fakultät für Mathematik und Naturwissenschaften der Hochschule durch Synergieeffekte innerhalb der TU Dresden aufgegeben wurden, konnten andere Lehrstühle und Institute im Verbund mit anderen Fakultäten der TU erhalten bleiben. So besitzt die Fakultät Verkehrswissenschaften nach wie vor Kapazitäten in Forschung und Lehre für Maschinenwesen, Wirtschaftswissenschaften sowie Elektrotechnik und Informationstechnik, die fakultätsübergreifend arbeiten. Die TU Dresden ordnet die Fakultät Verkehrswissenschaften in die Gruppe ingenieurwissenschaftlicher Fakultäten ein. Sie hat neben dem Promotionsrecht zum „Doktoringenieur“ (Dr.-Ing.) auch das Recht zur Verleihung des Grades „Doktor rerum politicarum“ (Dr. rer. pol.).

## Wissenschaftliche Einrichtungen
- Verkehrsmuseum Dresden (1956–1958 im Gebäude der HfV, ab 1958 im Johanneum)
- Geotechnisches Laboratorium
- Lokomotive E 16 101
- Rechenzentrum in der Hettnerstraße. Ausstattung: 1967–1976 Großrechner MINSK 22. 1976–1980 Hybrid-Analogrechner ADT 3000. Ab 1980 Großrechner ES 1040. Die HfV war an das wissenschaftliche Rechnernetz „Delta“ angeschlossen.
- Verkehrstechnisches Simulationslaborium ab 1970
- Integriertes Eisenbahnbetriebslabor seit 10. Oktober 1963. Vorgänger: Lehrstellwerk (1946/47) und Eisenbahnbetriebsfeld.[23]

## Struktur

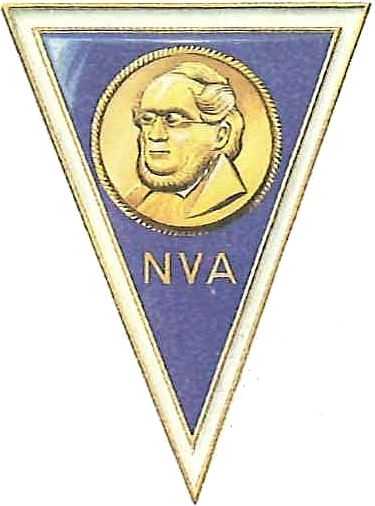
Absolventenabzeichen für Offiziere der Sektion Militärisches Transport- und Nachrichtenwesen, 1972

### Struktur zur Gründung 1952
- Fakultät für Verkehrsökonomie (1952) / Fakultät für Verkehrsökonomik
- Fakultät für Verkehrstechnik (1952)
- Fakultät für Verkehrsbauwesen (1953)

### Struktur in den 1970er/1980er Jahren (verkehrswissenschaftliche Einrichtungen)
- Sektion Fahrzeugtechnik
- Sektion Militärisches Transport- und Nachrichtenwesen
- Sektion Nachrichtentechnik
- Sektion Prozessautomatisierung
- Sektion Technische Verkehrskybernetik (später Sektion Transporttechnologie)
- Sektion Verkehrs- und Betriebswirtschaft
- Sektion Verkehrsbauwesen

### Struktur im Jahr der Auflösung 1992 (verkehrswissenschaftliche Einrichtungen)
- Fakultät für Wirtschaft und Verkehr
- Fakultät für Verkehrsingenieurwesen und Logistik
- Fakultät für Maschinenbau und Fahrzeugtechnik
- Fakultät für Bauingenieurwesen und Verkehrsinfrastruktur
- Fakultät für Elektrotechnik, Telekommunikation und Prozessautomatisierung
- Der Hochschulleitung unterstellte Einrichtungen:
  - Institut für Verkehrssoziologie und -ökologie
  - Institut für Verkehrsrecht, Öffentliches Recht und Privatrecht
  - Institut für Wirtschafts-, Technik- und Verkehrsgeschichte

## Persönlichkeiten

### Rektoren der HfV
- Otto Jentsch, 1952–1956
- Joachim Günther, 1956–1960
- Gerhard Rehbein, 1960–1964
- Horst-Guido Müller, 1964–1968
- Hermann Wagener, 1968–1973
- Edgar Meier, 1973–1983
- Peter Gräbner, 1983–1990
- Horst Strobel, 1990–1991
- Manfred Zschweigert, 1991–1992

### Professoren
- Rolf Heinig, einziger Professor für Luftfahrt der DDR (1977–1989)
- Harald Kurz, Professur für Industrieverkehr (1962–1977), „Modellbahn-Professor“,
- Maximilian Miller, Abteilung Mathematik und Naturwissenschaften, (ab 1955); auch Mitautor zweier Kapitel von Bronstein und Semendjajew
- Gerhart Potthoff, Professur für Betriebstechnik der Verkehrsmittel (1950 TH Dresden, ab 1952 HfV, bis 1973), Hauptwerk: Verkehrsströmungslehre,
- Elfriede Rehbein, Professorin für Verkehrsgeschichte und Gesellschaftswissenschaften (1958–1989), von 1954 bis 1974 gleichzeitig Direktorin des Verkehrsmuseums Dresden
- Klaus-Jürgen Richter, Professur für Verkehrsstatistik 1967–1992, danach bis 2000 TU Dresden
- Siegfried Rüger, Professur für Betriebstechnik (später Transporttechnologie) des städtischen Nahverkehrs
- Peter Kirchberg, Professor für Technik- und Verkehrsgeschichte, Automobilhistoriker

### Bekannte Absolventen und Studenten der Fakultät
- Günter Mittag
- Günter H. Hertel
- Matthias Rößler
- Eberhard Kittler
- Jochen Trinckauf
- Ingolf Roßberg
- Jörg Peter
- Knut Ringat
- Ullrich Martin
- Jörn Pachl
- Arnd Stephan
- Andreas Geisel
- Christian Lippold
- Ekkehard Wendler
- Selim Idriss
- Siegfried Altmann
- Wolfgang Fratzscher
- Andreas Grund
- Horst Bendix
- Olaf Drescher